# Bobsleigh aux Jeux olympiques de 1976
Navigation
Sapporo 1972 Lake Placid 1980
Les épreuves de bobsleigh aux Jeux olympiques d'hiver de 1976 se déroulent sur la piste d'Igls, près d'Innsbruck (Autriche), entre le 6 et le 14 février 1976.

## Podiums
| Épreuves                         | Or                                                                                        | Argent                                                        | Bronze                                                                                    |
| -------------------------------- | ----------------------------------------------------------------------------------------- | ------------------------------------------------------------- | ----------------------------------------------------------------------------------------- |
| Bob à deux résultats détaillés   | Allemagne de l'Est II Meinhard Nehmer Bernhard Germeshausen                               | Allemagne de l'Ouest I Wolfgang Zimmerer Manfred Schumann     | Suisse I Erich Schärer Josef Benz                                                         |
| Bob à quatre résultats détaillés | Allemagne de l'Est I Meinhard Nehmer Jochen Babock Bernhard Germeshausen Bernhard Lehmann | Suisse II Erich Schärer Ulrich Bächli Rudolf Marti Josef Benz | Allemagne de l'Ouest I Wolfgang Zimmerer Peter Utzschneider Bodo Bittner Manfred Schumann |

## Résultats

### Bob à deux
| Rang   | Athlètes                              | Équipe                    | Temps         |
| ------ | ------------------------------------- | ------------------------- | ------------- |
| Or     | Meinhard Nehmer Bernhard Germeshausen | Allemagne de l'Est - II   | 3 min 44 s 42 |
| Argent | Wolfgang Zimmerer Manfred Schumann    | Allemagne de l'Ouest - I  | 3 min 44 s 99 |
| Bronze | Erich Schärer Josef Benz              | Suisse - I                | 3 min 45 s 70 |
| 4      | Fritz Sperling Andreas Schwab         | Autriche - II             | 3 min 45 s 74 |
| 5      | Georg Heibl Fritz Ohlwärter           | Allemagne de l'Ouest - II | 3 min 46 s 13 |
| 6      | Dieter Delle-Karth Franz Köfel        | Autriche - I              | 3 min 46 s 37 |
| 7      | Horst Schönau Raimund Bethge          | Allemagne de l'Est - I    | 3 min 46 s 97 |
| 8      | Giorgio Alverà Franco Perruquet       | Italie - I                | 3 min 47 s 30 |

### Bob à quatre
| Rang   | Athlètes                                                             | Équipe                    | Temps         |
| ------ | -------------------------------------------------------------------- | ------------------------- | ------------- |
| Or     | Meinhard Nehmer Jochen Babock Bernhard Germeshausen Bernhard Lehmann | Allemagne de l'Est - I    | 3 min 40 s 43 |
| Argent | Erich Schärer Ulrich Bächli Rudolf Marti Josef Benz                  | Suisse - II               | 3 min 40 s 89 |
| Bronze | Wolfgang Zimmerer Peter Utzschneider Bodo Bittner Manfred Schumann   | Allemagne de l'Ouest - I  | 3 min 41 s 37 |
| 4      | Horst Schönau Horst Bernhard Harald Seifert Raimund Bethge           | Allemagne de l'Est - II   | 3 min 42 s 44 |
| 5      | Georg Heibl Hans Morant Siegfried Radant Fritz Ohlwärter             | Allemagne de l'Ouest - II | 3 min 42 s 47 |
| 6      | Wemer Delle-Karth Andreas Schwab Otto Breg Franz Köfel               | Autriche - II             | 3 min 43 s 21 |
| 7      | Fritz Sperling Kurt Oberhöller Gerd Zaunschirm Dieter Gehmacher      | Autriche - I              | 3 min 43 s 79 |
| 8      | Dragos Panaitescu Paul Neagu Costel Ionescu Gheorghe Lixandru        | Roumanie - I              | 3 min 43 s 91 |

## Tableau des médailles
| Rang | Nation               | Or | Argent | Bronze | Total |
| ---- | -------------------- | -- | ------ | ------ | ----- |
| 1er  | Allemagne de l'Est   | 2  | 0      | 0      | 2     |
| 2e   | Allemagne de l'Ouest | 0  | 1      | 1      | 2     |
| 2e   | Suisse               | 0  | 1      | 1      | 2     |